# FK Fotbal Třinec
El FK Třinec es un equipo de fútbol de la República Checa que juega en la MSFL, la tercera liga de fútbol más importante del país.

## Historia
Fue fundado en el año 1921 en la ciudad de Třinec con el nombre KS Siła Trzyniec como un equipo de ascendencia polaca, aunque los descendientes de alemanes decidieron llamarlo DSV Trzynietz y los checos fundaron al SK Třinec 2 años después. A la llegada del comunismo a Checoslovaquia en 1952, ambos equipos se fusionaron para crear un solo equipo, llegando a la Primera División de Checoslovaquia en 1963, jugando en ella un total de 176 partidos hasta 1976.

## Cambios de Nombre
- KS Siła Trzyniec (1921-1923)
- SK Třinec (1923-1937)
- SK TŽ Třinec (1937-1950)
- Sokol Železárny Třinec (1950-1952)
- TŽ Třinec (1952-1953) (fusión con el KS Siła Trzyniec)
- DSO Baník Třinec (1953-1958)
- TJ TŽ Třinec (1958-1993)
- SK Železárny Třinec (1993-2000)
- FK Fotbal Třinec (2000-)

## Palmarés
- MSFL: 1

2012/13

## Jugadores

### Jugadores destacados
- Jan Berger
- Marek Čech
- Karel Kula
- Edvard Lasota
- Zdeněk Pospěch
- Libor Sionko
- Rastislav Michalík

## Entrenadores
- Jozef Jankech (1966-1973)
- Miroslav Kouřil (2007–2008)
- Erich Cviertna (2008–2009)
- Jiří Neček (2009–2010)
- Zdeněk Dembinný (2010)
- Patrik Krabec (2010)
- Ľubomír Luhový (2010–2012)
- Miroslav Kouřil (2012–2013)
- Karel Kula (2013–2014)[3]
- Marek Kalivoda (2014[3]–)